# Трахтенберг, Валентин Артурович
Валентин Артурович Трахтенберг (1890—1937) — русский советский писатель, драматург и сценарист.

## Биография
По его сценарию на Ленфильме был поставлен фильм «Чужие» (1926). В 1933 году, совместно с А. А. д’Актилем и Еремеем Лаганским, написал либретто оперетты «Принцесса долларов» на музыку Лео Фалля. Автор пьес «Великий коммунар» (1920), «Чудо-корабль» («Новая земля»), «Дважды казнённый» (1926), «Чёрные годы» (историческая хроника в 4-х действиях, 9 картинах по мемуарам В. Шульгина, с П. Л. Петровым-Сокольским, 1927), «Мендель Маранц, или необычайное превращение» (комедия в 2-х действиях, 4 картинах по рассказам Д. Фридмана, 1927), «Контрабандисты» (драма в 5 действиях, 8 картинах, с А. Ф. Мокиным, 1928), «Подруга вора» (пьеса в 5 действиях, с В. Мазуркевичем, 1928), «10000 метров неприятностей» («История одного желудка», 1928), «Дело № 136» («Преступление Нелли Ванстон», драма в 4-х действиях, 1928), «Овод в изгнании» («Дважды казнённый», 1928), «Джаз-банд» (пьеса в 5 действиях, 1928), «Пленники льдов» (драма в 5 действиях, 9 эпизодах, с А. Шевырёвым, 1929), «Спутники славы» (пьеса в 5 действиях, с В. Р. Лейкиной, 1929), «Молодость» («Победа проф. Тюфякова», музыкальная комедия в 4-х действиях, 1930), «Тридцать восемь Ивановых» (в 4-х действиях, 10 картинах, с Н. О. Еленским, 1931), «Рыба» (пьеса в 4-х действиях, с П. Л. Петровым-Сокольским, 1932), «Контакт» (пьеса в 5 действиях, 1932), «Капитан Фракас» (музыкальная комедия в 3-х актах, с В. Ф. Боцяновским, 1933), «Лондонский портной» (с Г. Хесиным, 1934), «Огонь» (пьеса в 4-х действиях, с П. Петровым, 1934), «Знатный внук» (комедия в 3-х действиях, 1934), «Москвичка» (водевиль в 3-х действиях, 1934), «Игра чувств» («Карьера Марсова», комедия в 3-х действиях, 1935), «Завоёванное счастье» (пьеса в 4-х действиях, 1938), «Наша семья» (водевиль в 1-м действии, 1939), «Чёрные души» (пьеса в 4-х действиях, с Е. Фельдманом, 1938), «Чужая жена» («Два отчаянных человека», водевиль в 1-м действии, 1939), «Поэт и барабанщик» (музыкальная комедия в 3-х действиях, 1938), «Это должны все узнать» (драма в 4-х действиях, с Е. Федмой, 1938), «Потёмки души».
Музыкальная комедия «Капитан Фракас» была поставлена в Ленинградском государственном театре музыкальной комедии. Роль Яшки в пьесе В. А. Трахтенберга «Победа» исполнял Михаил Садовский.
Репрессирован.

## Фильмография
- 1926 — Чужие (фильм, 1926)[7]